# Nederlandsch Panopticum

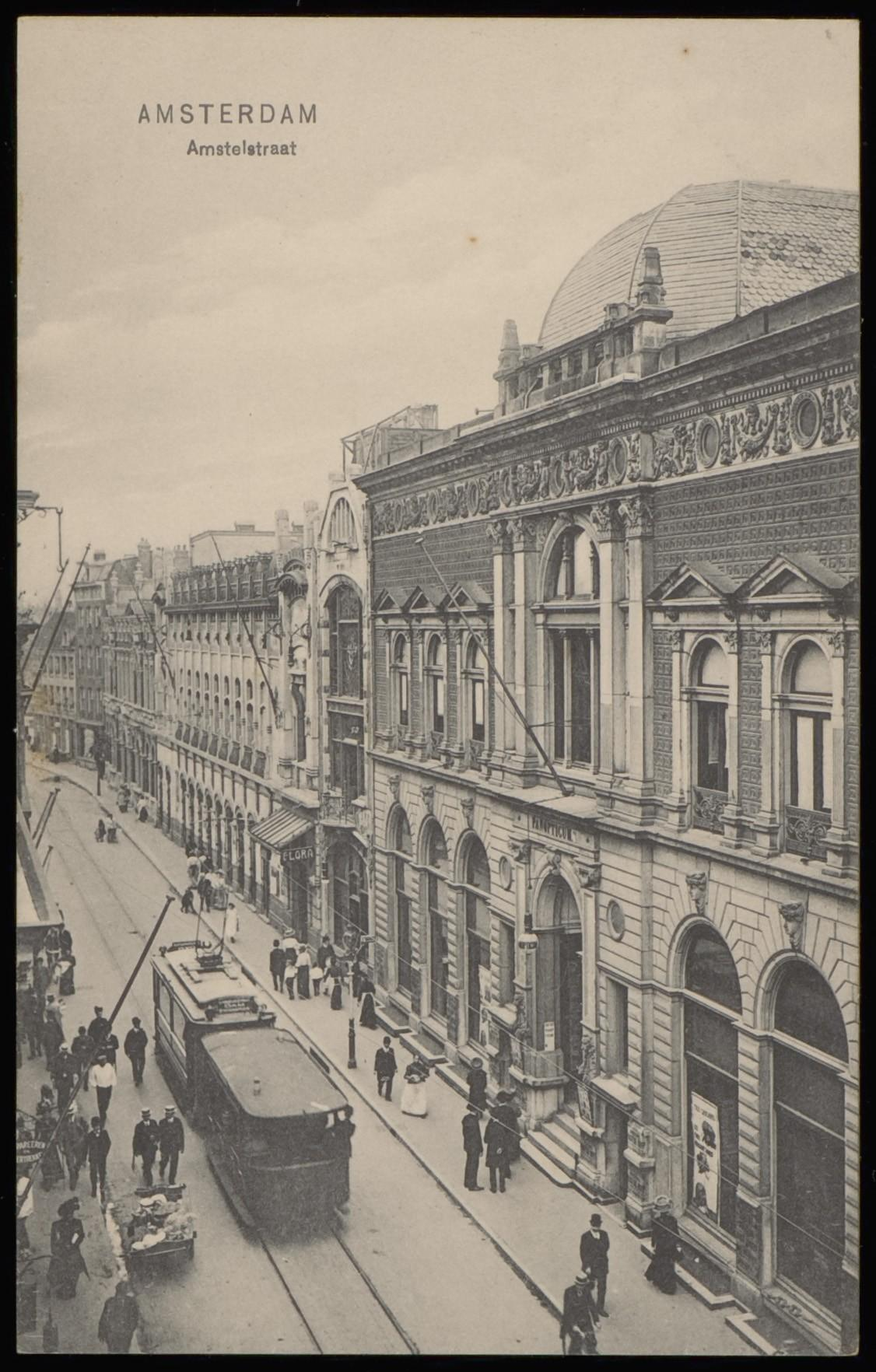
Das Nederlandsch Panopticum in der Amstelstraat 14–18 (im Vordergrund), etwa zwischen 1905 und 1907

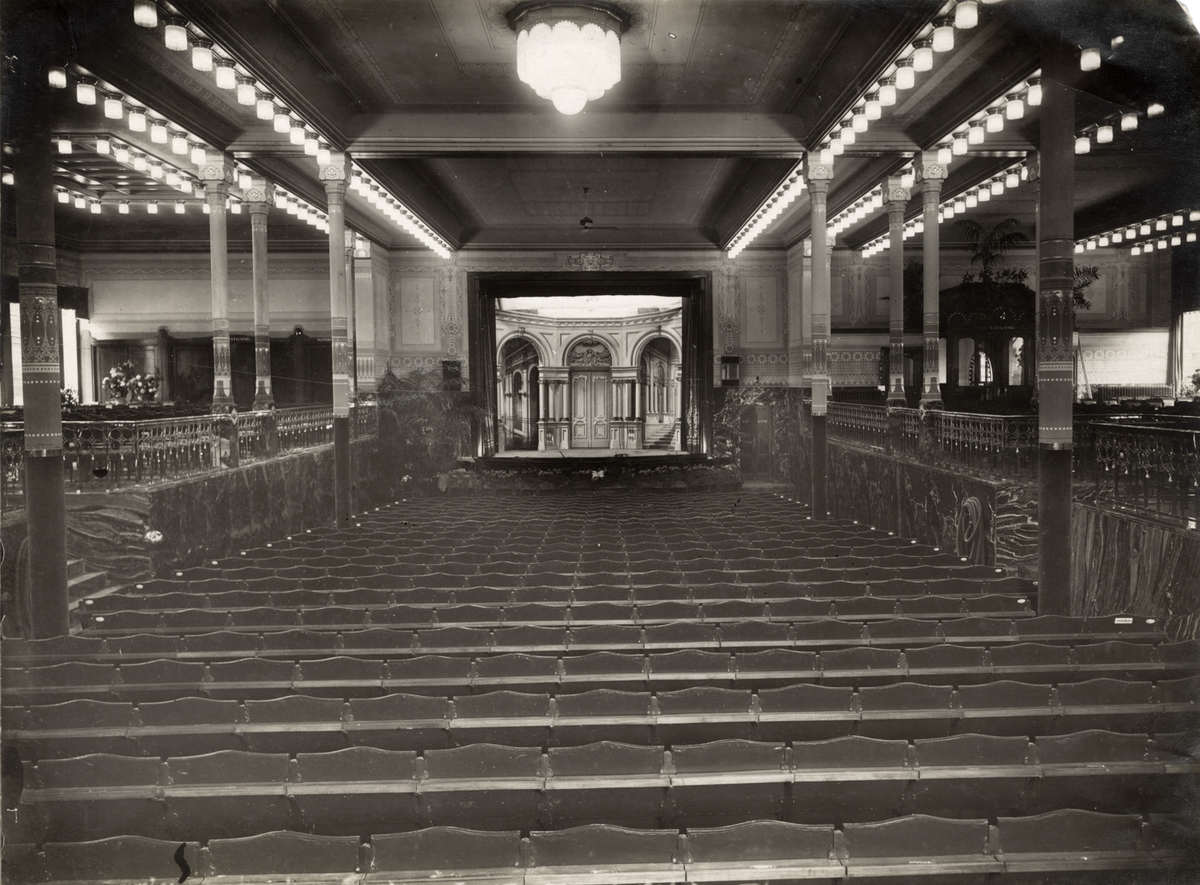
Der große Saal mit Seitenrängen des Centraal Theater, 1918

Das Nederlandsch Panopticum war ein von 1882 bis 1919 bestehendes Wachsfigurenkabinett an der Amstelstraat 14–18 in Amsterdam.

## Geschichte
Das Museum (entworfen vom Architekten Theodorus Sanders (1847–1927)) öffnete am 17. Juli 1882 erstmals seine Pforten und erzielte rasch großen Erfolg. So zählte das Haus drei Monaten bereits 100.000 Besucher. Es befand sich in den Räumen über dem kurz zuvor renovierten und äußerst luxuriösen Café-Restaurant Roetemeijer. Die Dauerausstellung von Wachsfiguren folgte dem Vorbild des Madame Tussauds in London und zeigte sehr lebensechte berühmte Menschen sowie die Darstellung historischer und exotischer Ereignisse. Bei der Eröffnung wurde die modellierte königliche Familie, einige Generäle, ausländische Staatsmänner, der deutsche Kaiser, zwei Päpste, aber auch die Märchenfigur Rotkäppchen sowie ein Fischerhaus aus Marken, in dem ein alter Mann und sein Enkel leben, gezeigt. Der Bau und die Ausstattung eines Panoptikums erforderten enorme Investitionen, weshalb es in Europa nur wenige Wachsfigurenmuseen gab. Erfolgreich waren Ausstellungen wie das des Panorama Mesdag in Den Haag oder die vielerorts besuchbaren Attraktionen des Dioramas und des Cykloramas, die das Publikum des neunzehnten Jahrhunderts mit Virtueller Realität vertraut machten.

## Ende
Teilweise bedingt durch das Aufkommen des Kinos gingen die Besuche im Wachsfigurenkabinett um 1900 zurück. 1915 konnte der Konkurs durch die Intervention des Nachbarn, der Amsterdamsche Bank, abgewendet werden, woraufhin ein Teil der Wachsfiguren zugunsten eines im Erdgeschoss eingerichteten Restaurant reduziert wurde und in das Obergeschoss ein Theater („Centraal Theater“, auch „Theater Panoptikum“ genannt) einzog. Am 17. Oktober 1919 fiel der Vorhang für das Panoptikum und der noch verbliebene Inhalt wurde versteigert; das Central Theater blieb jedoch bis 1960 in dem Gebäude untergebracht. Das Haus wurde 1965 abgerissen, um Platz für den Erweiterungsbau der AMRO-Bank zu schaffen.

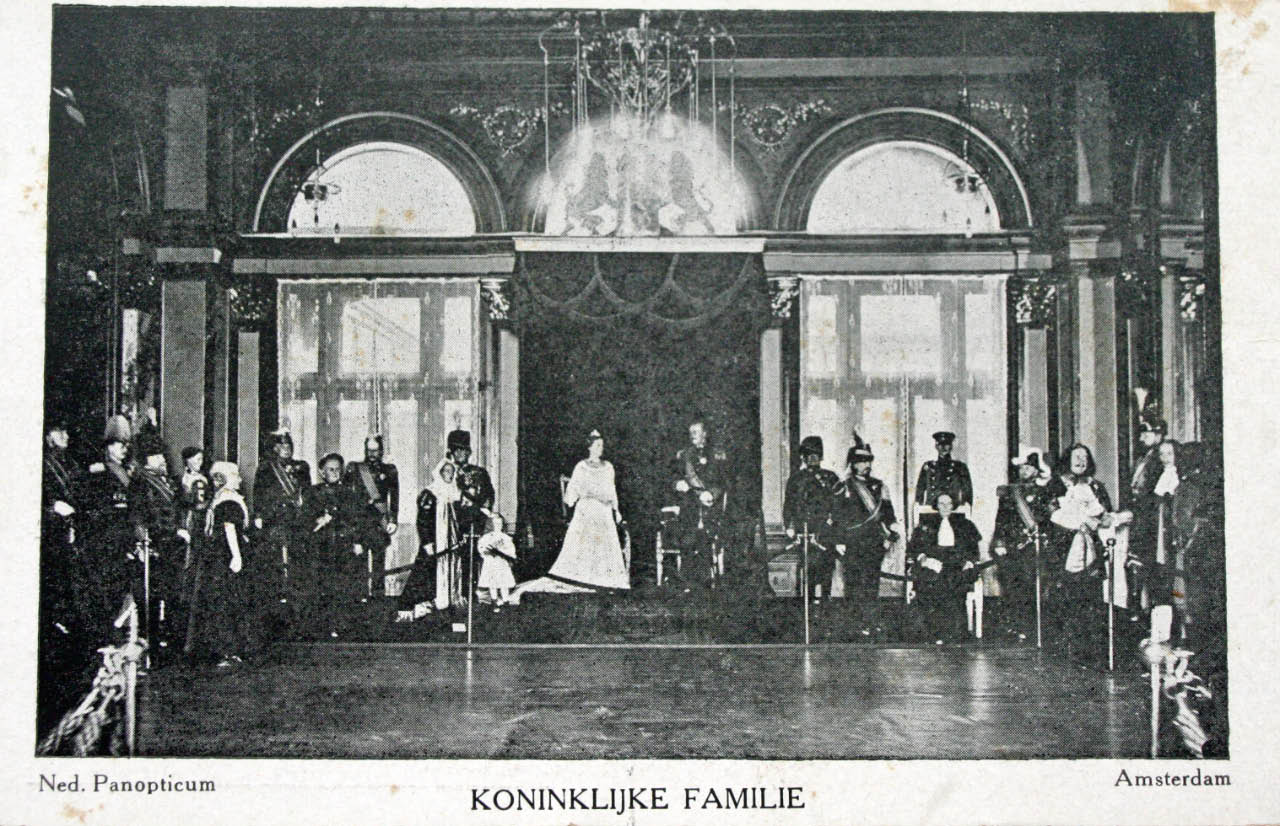
'Koninklijke familie' (circa 1915)
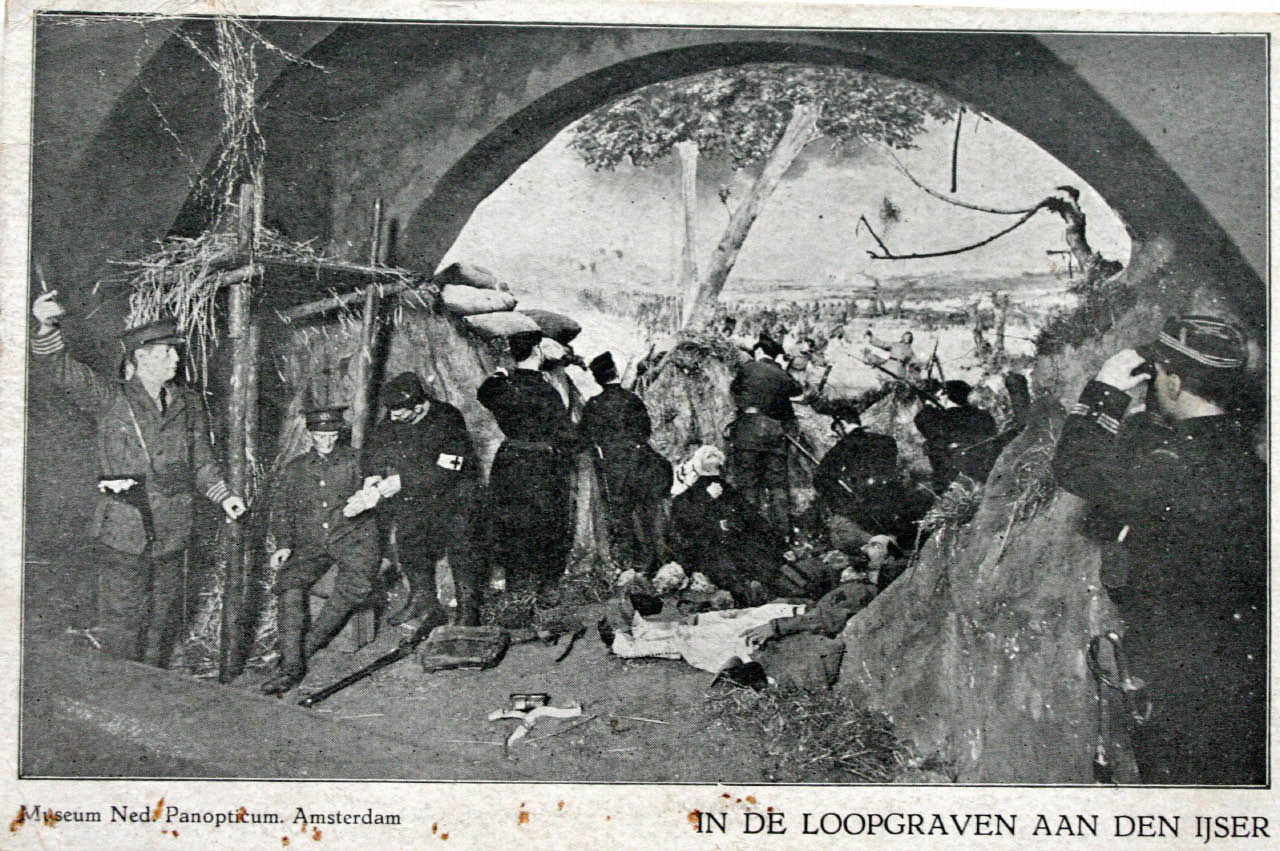
'Loopgraven aan den IJser' (circa 1915)
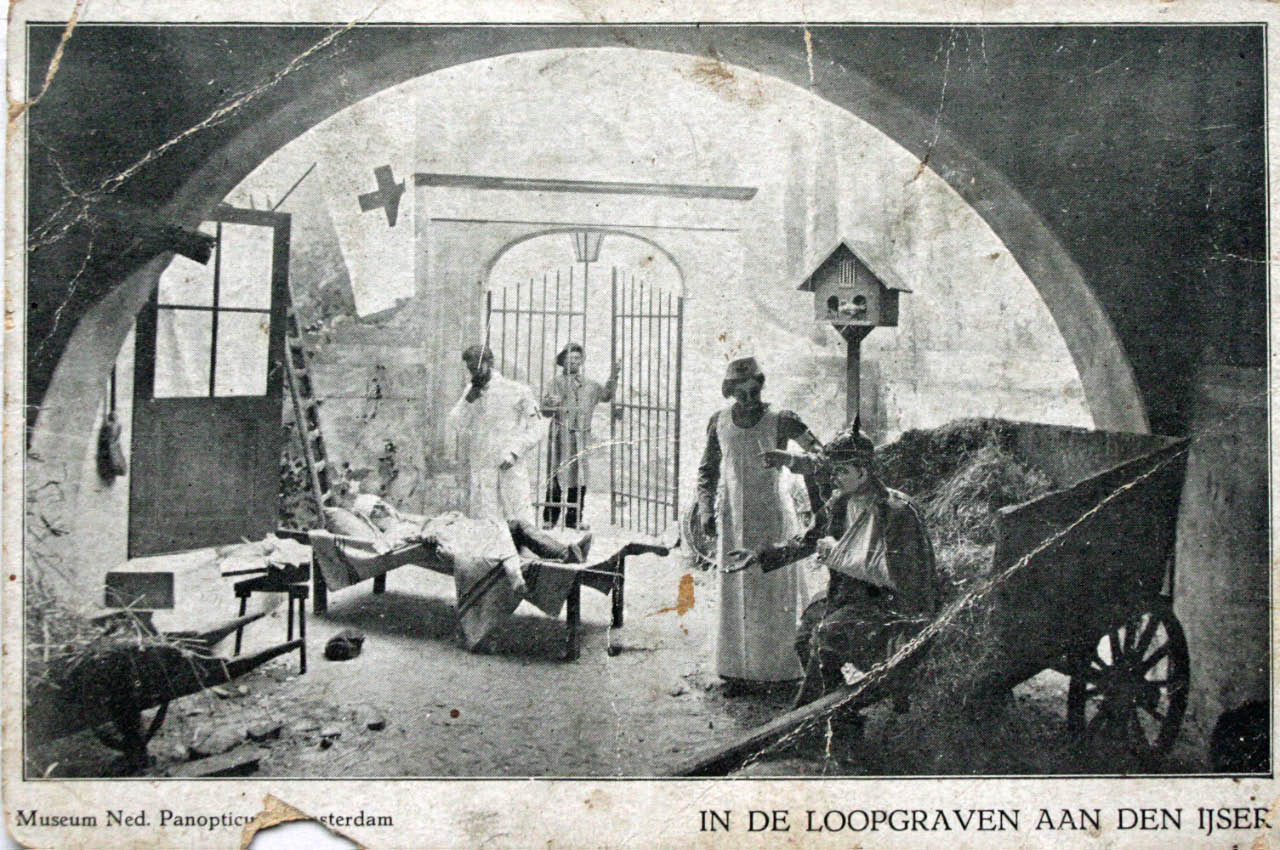
'Im Graben am Ijse'
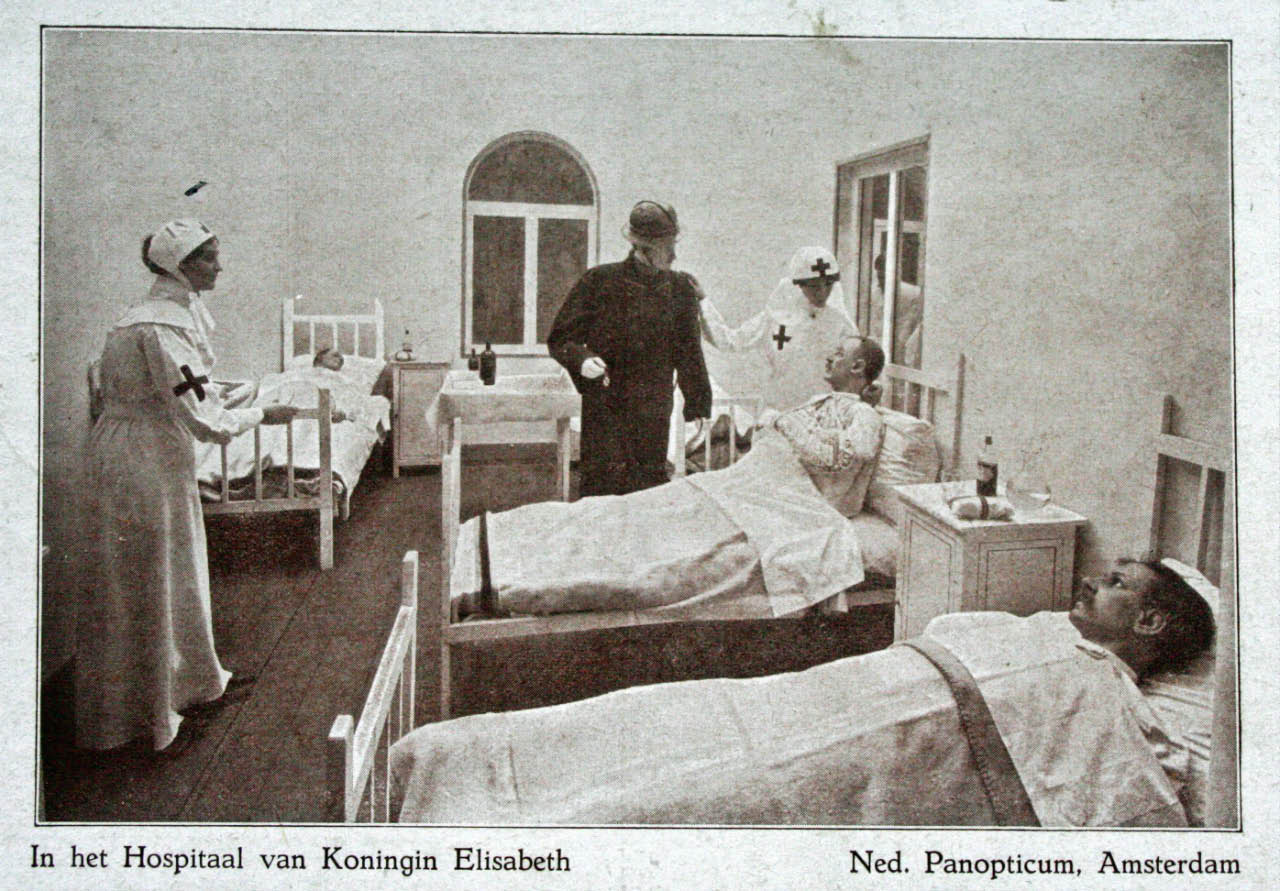
'In het hospitaal van Koningin Elisabeth'
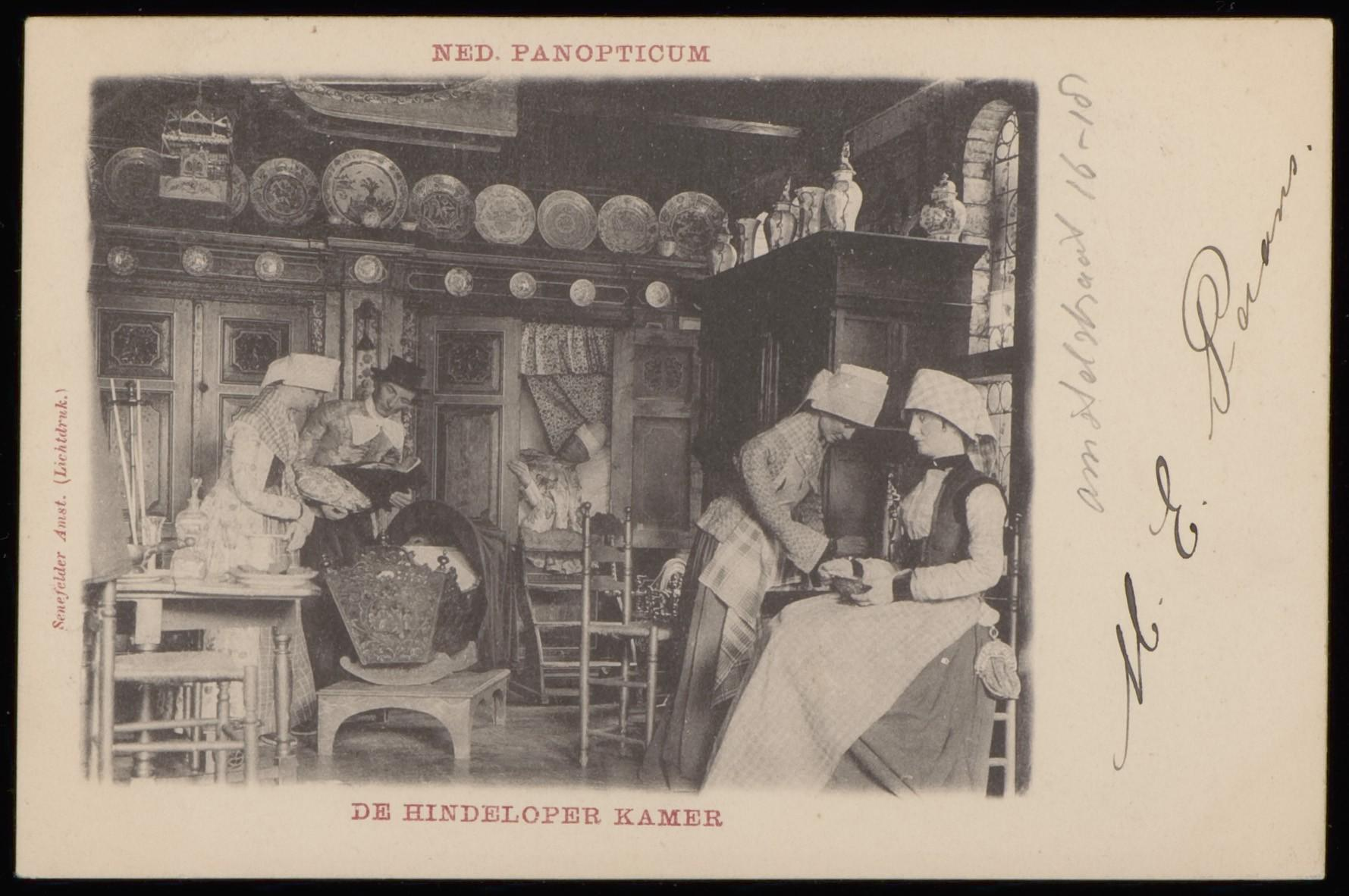
Ein historisches Zimmer in Hindeloopen
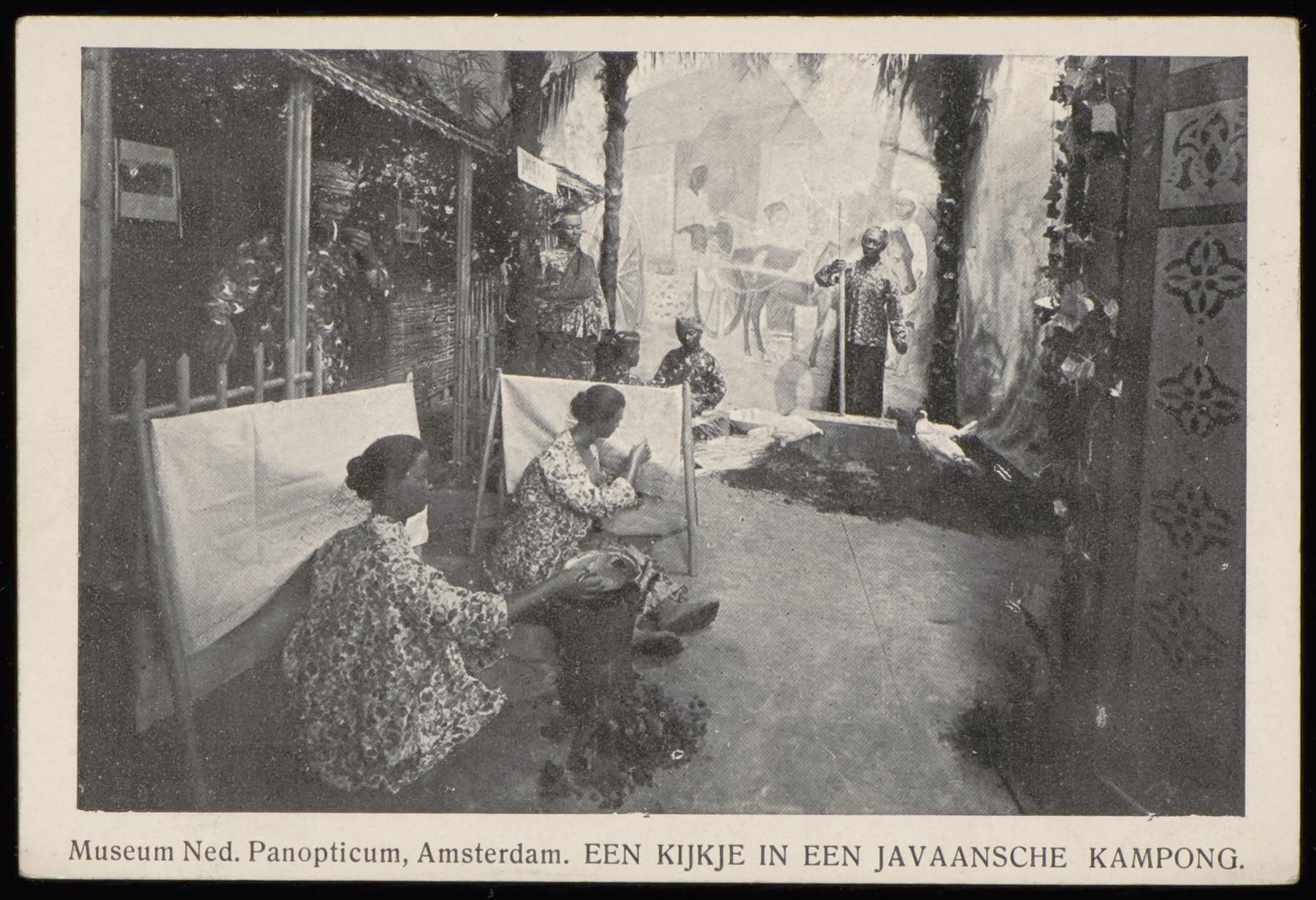
'Javaansche kampong'